# 유일에너테크
유일에너테크(Youil Energy Tech Co. Ltd.)는 대한민국의  전기차용 고효율 배터리 제조장비 기업이다. 본사는 경기 안성시 원곡면 지문로 203-160에 위치해 있으며 대표이사는 정연길이다. 이차전지 조립공정 핵심장비인 노칭기와 스태킹기를 전문적으로 생산한다 평택시와 오산에 생산공장을 가지고 있다 2021년 11월에 SKS와 배터리 양극재 재활용 업체인 재영텍의 지분을 인수하였다 현대자동차에 전고체 배터리 조립 장비를 단독 수주한 적이 있다

## 자회사
YOUIL ENERGY TECH HUNGARY KFT. (헝가리), YEN CHENG YOUIL ENERGY TECH CO.,LTD (중국) 그리고 YOUIL ENERGY TECH USA INC (미국)의 지분을 100% 보유하고 있다

## 같이 보기
- 재영텍
- 우원기술

## 참고문헌
1. ↑  정현정, 유일에너테크, 내달 신사옥 완공…"차세대 배터리 대응 채비", 전자신문, 2023-04-17
2. ↑  배요한, 유일에너테크, 이차전지 장비 수주행진...2분기에만 작년 매출 90% 달성, 뉴스핌, 2022-06-23
3. ↑  박효정, 유일에너테크, SK온 배터리 장비 공급 차질, 더일렉, 2022.04.06
4. ↑  유일에너테크 신고가, 꿈의 전고체 배터리 '국내 첫 상용화' 기대감에 불타는 주가, 와이드경제, 2025.02.11
5. ↑  김재윤, 한국IR협의회 기업분석 유일에너테크  2022.12.09[깨진 링크(과거 내용 찾기)]